# Клирбрук (город, Миннесота)
Кли́рбрук (англ. Clearbrook) — город в округе Клируотер, штат Миннесота, США. На площади 1,2 км² (1,2 км² — суша, водоёмов нет), согласно переписи 2002 года, проживают 551 человек. Плотность населения составляет 478,6 чел./км².
- Телефонный код города — 218
- Почтовый индекс — 56634
- FIPS-код города — 27-11746[1]
- GNIS-идентификатор — 0641310[2]